# Новогребельский сельский совет (Роменский район)
Новогребельский сельский совет (укр. Новогребельська сільська рада) — входит в состав
Роменского района
Сумской области
Украины.
Административный центр сельского совета находится в 
с. Новая Гребля
.

## Населённые пункты совета
- с. Новая Гребля
- с. Голенка
- с. Залатиха

## Ликвидированные населённые пункты совета
- с. Першотравневое